# In the Garden of Beasts
In the Garden of Beasts: Love, Terror, and an American Family in Hitler's Berlin — науково-популярна книга Еріка Ларсона 2011 року.

## Резюме
Ларсон розповідає про кар'єру американського посла в Німеччині Вільяма Додда, особливо в 1933—1937 роки, коли він і його сім'я, включаючи дочку Марту, жили в Берліні. Посол, який отримав ступінь Ph.D. у Лейпцигу 40 років тому; і на момент свого призначення був завідувачем історичного факультету Чиказького університету. Спочатку сподівався, що новий нацистський уряд Німеччини стане поміркованішим, у тому числі в переслідуванні євреїв. Марта, розлучена зі своїм чоловіком і в процесі розлучення, потрапила в гламур і хвилювання берлінської суспільної сцени і мала низку зв'язків, більшість з яких були сексуальними, включно з головою гестапо Рудольфом Дільсом і радянським аташе і секретним агентом. Борис Виноградов. Вона захищала режим перед своїми скептичними друзями. Протягом кількох місяців після прибуття сім'я дізналася про зло нацистського правління. Додд періодично протестував проти цього. Президент Рузвельт був задоволений діяльністю Додда, тоді як більшість посадовців Держдепартаменту, підозрюючи у нього відсутність досвіду у своїй галузі знань, а також його нездатність фінансувати діяльність посольства за рахунок власного багатства, вважали його недипломатичним та ідіосинкратичним.
Назва роботи — вільний переклад Тіргартена, зоопарку та парку в центрі Берліна.
Інші історичні постаті, які фігурують у звіті Ларсона, включають:
американські чиновники
- Франклін Д. Рузвельт, президент США
- Джордж Гордон, радник посольства США в Берліні
- Джордж С. Мессерсміт, консул США в Берліні
- Вільям Філіпс, заступник держсекретаря США

німецькі чиновники
- Рудольф Дільс
- Герман Герінг
- Рейнхард Гейдрих
- Адольф Гітлер
- Едгар Юліус Юнг, спічрайтер Папена
- Ернст Рьом
- Франц фон Папен, віце-канцлер при Гінденбургу .
- Курт фон Шлейхер, колишній канцлер

Журналісти
- Зігрід Шульц, американський репортер і голова бюро Центральної Європи Chicago Tribune
- Белла Фромм, німецько-єврейський дипломатичний кореспондент Ullstein Verlag
- Х. В. Кальтенборн, диктор американського радіо
- Едгар Ансель Маурер, керівник берлінського бюро Chicago Daily News
- Вільям Ширер, іноземний кореспондент Chicago Daily News

Дипломати
- Андре Франсуа-Понсе, посол Франції в Німеччині
- Ерік Фіппс, посол Великобританії в Німеччині

Інші американці
- Мілдред Фіш-Гарнак, подруга Марти Додд і американський вчений у Берліні
- Стівен Вайз, впливовий американський рабин

Інші німці
- Фріц Габер
- Ернст Ганфштенгль, близький друг Адольфа Гітлера і Марти Додд
- Віктор Клемперер, щоденник